# Лая (окръг Ларнака)
Л̀ая (на гръцки: Λάγια) е село в Кипър, окръг Ларнака. Според статистическата служба на Република Кипър през 2001 г. селото има 25 жители.
Намира се на 7 km западно от Левкара.